# 흰줄숲모기
흰줄숲모기(Asian tiger mosquito, Aedes albopictus)는 숲모기속에 속하는 모기의 일종이다. 동남아시아의 열대와 아열대 지역에 자생하는 모기이지만, 지난 수십년 동안 상품의 운송과 증가하는 국제 여행을 통해 전세계 많은 나라에 침투했다. 흑백의 줄무늬가 있는, 다리와 작은 몸통으로 분명히 동정할 수 있다. 이 모기는 습지에 살기보다는 인간과 밀접하게 상관돼 있고 어스름(새벽과 저녁)뿐만 아니라 주간에도 전형적으로 날아다니며 흡혈하기 때문에 많은 공동체에서 주요 해충이 되었다. 흰줄숲모기는 역학적으로 황열, 지카바이러스, 뎅기열, 치쿤구니아열 뿐만 아니라 심장사상충과 같은 여러 사상충증(Filariasis)를 포함한 바이러스 병원체를 전파하는 데 주요한 매개체이다. 대한민국에서는 별명으로 "전투 모기" 또는 "아디다스 모기" 라고도 한다.

## 설명

### 명명과 분류학
1894년에 영국계 오스트레일리아인 곤충학자인 프레더릭 스큐즈(Frederick A. Askew Skuse)는 Culex albopictus(라틴어로 Culex는 '집모기', albopictus는 '하얗게 칠해진'을 뜻함)라고 그가 이름붙인 흰줄숲모기를 처음으로 과학적으로 기술한 사람이다. 나중에 이 종은 숲모기속(Aedes, 그리스어로 άηδής, "불쾌한"의 의미)에 할당되어 Aedes albopictus라고 불렸다. 이집트숲모기(Aedes aegypti)처럼 이 모기는 숲모기속 내에서 줄숲모기(Stegomyia)(배면을 완전히 덮은 저울눈을 일컫는 그리스어 στέγος '덮여 있는'과 '파리'라는 그리스어 μυία에서 유래) 아속에 속한다. 2004년에 과학자들은 상층 관계를 고찰해 숲모기속 내에서 새로운 분류를 제안했고 Aedes albopictus이 오늘날의 Stegomyia albopicta이 되게 해서 줄숲모기 아속을 속의 수준으로 강등시켰다. 그러나 이 강등은 논란이 되는 문제이고 Aedes albopictus 대 Stegomyia albopicta의 사용은 지속적으로 논의되고 있다.

### 특징
흰줄숲모기는 뚜렷한 흑백 무늬가 있으면서 길이가 2mm에서 10mm정도이다. 성충 크기의 차이는 번식하는 물 안에서 미숙한 개체군과 먹이 공급의 밀도에 좌우된다. 이들의 환경은 최적인 경우가 드물기 때문에 성충 모기의 평균 몸통 크기는 10mm보다 상당히 작다. 이를테면, 배의 평균 길이는 2.63mm, 날개는 2.7mm, 주둥이는 1.88mm라고 계산된다.

### 먹이와 숙주 위치

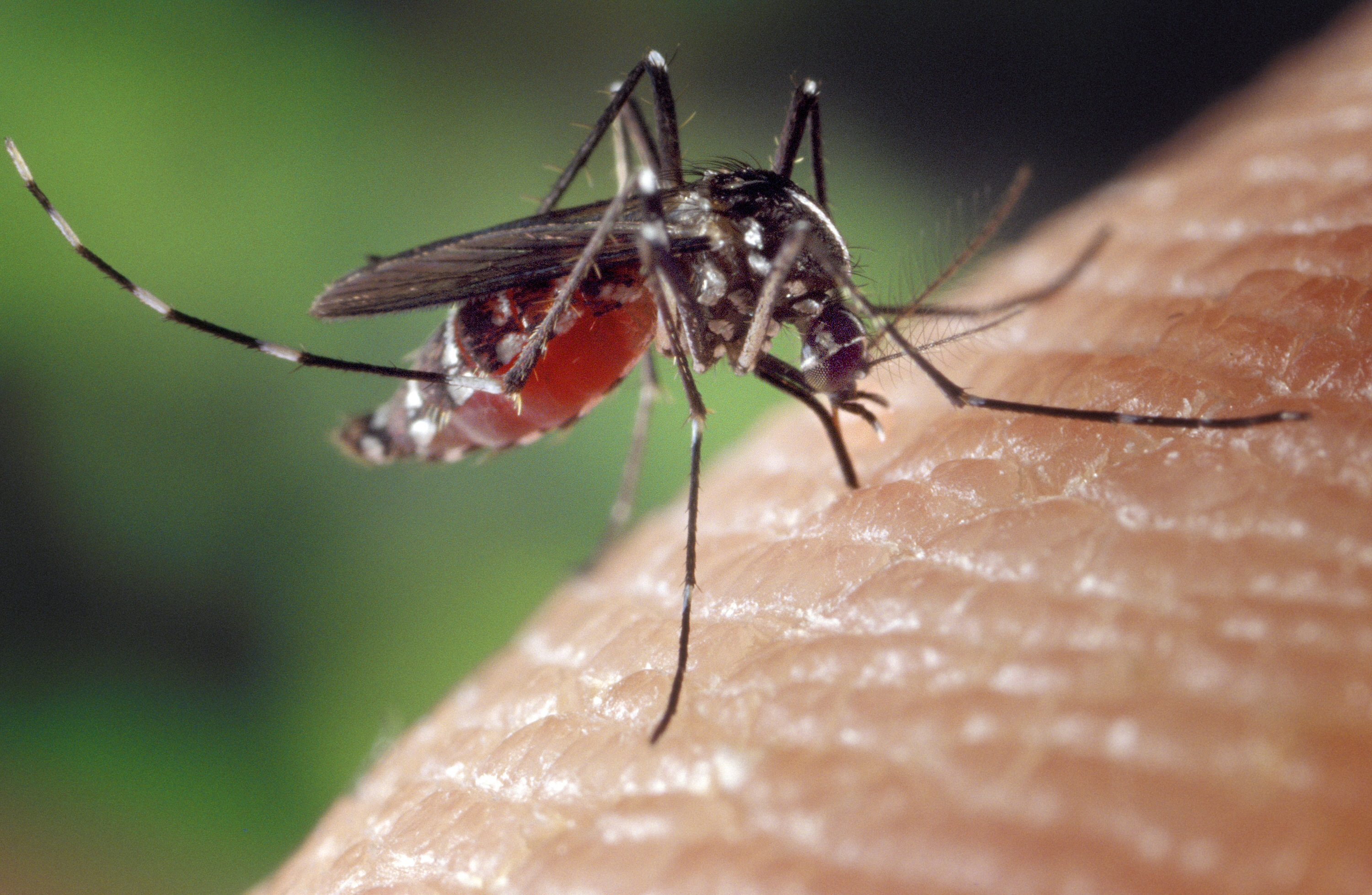
식사 끝에 몸이 부푼 암컷

다른 모기 종처럼 암컷만이 자신들의 알을 발달시키기 위해 혈분이 필요하다. 그것을 제외하면 수컷이 하는 것처럼 꿀과 다른 달콤한 과일즙을 먹고 산다. 숙주 위치에 관해서는 이산화탄소와 유기 물질이 숙주와 습기에서 생산되면 시각적 재인이 중요한 역할을 담당한다.
숙주 탐색은 두 국면으로 일어난다. 먼저 숙주의 자극물을 지각하기까지 모기는 비특이 탐색 행동을 나타내고 다음으로 표적에 접근한다. 흰줄숲모기를 특수한 덫으로 잡기 위해서는 이산화탄소와 인간 피부(지방산과 암모니아와 젖산)에서 자연적으로 발생하는 화학 물질의 조합이 가장 매력적이다.
흰줄숲모기는 특히 주간에 숲에서 무는데 바로 이 이유로 숲의 주행성 모기로 알려져 있다. 지역과 생물형에 따라 다른 활동의 정점이 있지만, 그들은 대부분 아침과 밤 시간 동안에는 쉰다. 이 모기는 자신들의 숙주를 인간 주거 내외에서 탐색하지만, 특히 옥외에서 활동적이다. 혈분의 크기는 모기 크기에 좌우되지만, 보통 2μl 정도이다. 그들에게 물린 상처는 꼭 아프진 않지만, 다른 종류의 모기에게 물린 상처보다 더 눈에 띈다. 흰줄숲모기는 가능하다면 일반적으로 한 번 이상 인간 숙주를 무는 경향이 있다.
흰줄숲모기는 인간 외의 다른 포유류도 무는데, 이를테면 새도 문다. 암컷은 항상 어느 숙주를 탐색하고 집요하지만 자신들의 혈분과 숙주 위치에 관해서는 주의 깊다. 그들의 혈분은 자주 자신들의 알을 발달시키는 데 소화될 만큼의 충분한 혈액 없이 짧게 중지된다. 이래서 흰줄숲모기는 알을 발달시키는 주기 동안에 많은 숙주를 무는데, 이는 이들을 특히 질병 전파에 효과적이게 한다. 다양한 숙주 종을 무는 버릇은 흰줄숲모기가 서부 나일강 열바이러스와 같이 종 경계를 뛰어넘을 수 있는 특정 병원체에 대한 잠재적 교량 매개체가 될 수 있게 한다.

### 천적

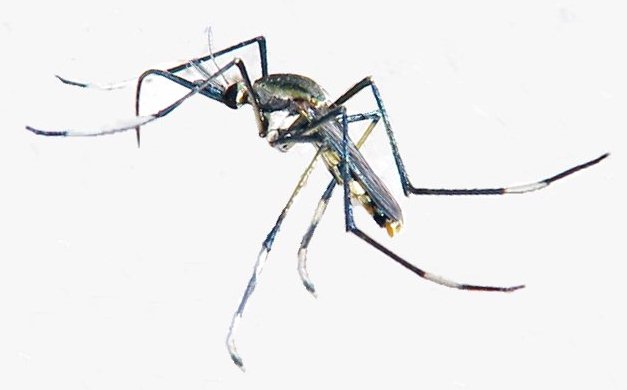
왕모기속의 Toxorhynchites speciosus 유충(이 그림에서 보여진 것은 성충)은 흰줄숲모기의 유충을 먹고 산다.

주로 기생성 또는 포식성의, 장구벌레, 편형동물, 수서 딱정벌레, 균계, 섬모충류, 짚신벌레, 원생동물과 포식성 요각류와 거미가 흰줄숲모기의 유충기 천적이다.
흡혈하지 않는 모기 속인 왕모기속(Toxorhynchites)의 유충은 다른 모기 유충을 먹고 살고 종종 흰줄숲모기 유충과 함께 발견된다. 왕모기속의 일종인 광릉왕모기는 숲모기의 주요 천적으로, 대한민국에서 대량사육 기술 개발에 성공하였다. 편형동물과 헤엄치는 소형 수서 딱정벌레도 천적으로 간주된다.
장구벌레균속(Coelomomyces genus, 블라스토클라디아균목)의 균계는 모기 유충의 복강 안에서 발육한다. 줄숲모기장구벌레균(Coelomomyces stegomyiae)은 흰줄숲모기에서 처음으로 발견됐다.
짚신벌레나 섬모충류는 흰줄숲모기 유충에도 영향을 미칠 수 있고 이 최초로 감지된 종은 Lambornella stegomyiae (Hymenostomatida: Tetrahymenidae)였다. 그러나 Lambornella가 독성과 치사율과 흰줄숲모기를 통제할 생물학적 제거책으로 이행될 차후의 가능성은 상충된 견해가 있다.
Ascogregarina속(Lecudinidae)에 속하는 정단복합체충류는 모기 유충기를 감염시킨다. Ascogregarina taiwanensis 종은 흰줄숲모기에서 발견된다. 모기 성충이 번데기집에서 나올 때 그들은 기생충에 감염된 중간 단계가 돼 버린다. 감염된 성충은 감염되지 않은 성충보다 일반적으로 더 작고, 미미하게 더 높은 사망률을 지녀서 먹이 공급과 유충의 밀도가 분명히 원인 제공을 하는 것이다. 경쟁적 상황에서 정단복합체충류에 감염된 모기는 또한 다른 감염되지 않은 모기에 대해 생물학적 적응도를 감소시킨다. 그러나 모기 개체군을 통제하기 위해 기생충을 효과적인 생물학적 제거책으로 사용하는 것은 숙주가 기생충을 전파하는데 성충기까지 이르는 게 필수적이기 때문에 그럴 듯하지 않다.
흰줄숲모기의 자생지에서 흔히 발생하지는 않지만, 검물벼룩과(Cyclopidae)에 속하는 포식성 요각류는 기회가 주어진다면 기꺼이 흰줄숲모기를 먹고 사는 것처럼 보인다. 그래서 다른 속의 근연종이 흰줄숲모기의 통제의 가능성을 보여줄 수도 있다.
말레이시아의 흰줄숲모기 성충의 포식자는 다양한 거미류를 포함한다. 고무 재배 농원과 묘지에 모여 있는 거미들은 90%까지 흰줄숲모기를 먹고 산다. 이 거미가 모기 개체군에 영향을 미치곤 했는지 여부는 아직 불분명하다. 흰줄숲모기는 거미의 존재에도 불구하고 많이 존재한다.

## 통제와 방지
흰줄숲모기는 다양한 환경에 적응하는 뛰어난 능력과 인간과의 밀접한 관계 그리고 그 생식 생물학으로 인하여 방지하거나 통제하기가 아주 어렵다.

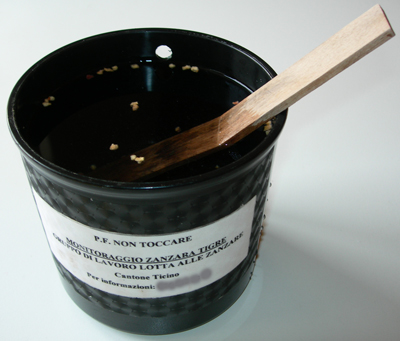
흰줄숲모기 감지용 도구인 모기 산란덫(Ovitrap). 모기의 존재는 그들이 나무 노에 스는 알을 통해 확인된다. 물 속의 갈색 미소체는 부화한 모기 유충을 죽일 비티아이균 표본이다.

이 종이 전파되어 정착되는 것을 방지하기 위해서는 효과적 점검과 감시가 필수적이다. 항구와 수입 식물이 있는 창고와 타이어 비축품의 점검뿐만 아니라 고속도로와 기차역의 휴게소도 적절한 방법으로 점검되어야 한다.
흰줄숲모기의 통제는 이 모기의 평생 비행 반경이 180m 정도밖에 안 되는 약한 비행자이기 때문에 사람들이 물린 곳에서 결코 멀지 않은, 그들이 알을 낳는 곳을 파괴하는 것으로 시작된다. 지붕 홈통을 휘거나 틀어막고 폐타이어에 물과 쓰레기와 새 목욕통을 저장한 채로 사흘 이상이 지난 물웅덩이를 위치시키고 고인 물을 저장한 하수관 및 배수 장치와 다른 가능한 용기 혹은 정체된 물의 웅덩이를 끼워 넣어라.(길가 배수로의 쓰레기는 흰줄숲모기의 이상적 번식지가 된다.) 화반과 서 있는 꽃병과 옹이구멍과 물을 모을 수 있는 다른 틈은 모기가 거기에 알을 스는 것을 막기 위해 모래와 모래 자갈로 채워야 한다. 쓰레기도 빗물을 저장할 수 있으니 제거해야 한다.
배수되거나 버려질 수 없는 웅덩이와 집수 구역 등의 정체된 물은 적절하게 분류된 살충제나 도넛 모양의 모기 경함인 이스라엘투링기엔시스간균/비티아이균(en:Bacillus thuringiensis israelensis)으로 주기적으로 처리한다. 비티아이균은 다른 유기체에게는 거의 영향을 미치지 않으면서도 모기 유충과 다른 특정 파리를 죽이는 데 효과적인 독소를 생산하는 세균이다.
흐르는 물은 번식 장소가 되지 않을 것이며 연준모치(minnow)는 모기 유충을 먹기 때문에 이 물고기를 포함한 물은 보통 문제가 되지 않는다. 잠자리도 또한 통제를 가하는 훌륭한 방법이다. 잠자리 유충은 물 속의 모기 유충을 잡아먹고 잠자리 성충은 모기가 날면 낚아채 포식한다.
어떤 경우에도 흰줄숲모기의 존재와 통제 프로그램의 결과에 대한 효과적 감시가 필수적이다. 모기 산란덫(en:Ovitrap)은 흰줄숲모기를 점검하는 데 보통 사용된다. 물 표면에 닿아 있는 스티로폼 블록이나 나무 노가 있는 폐수 용기이다. 암컷 흰줄숲모기는 물 표면에 알을 슨다. 실험실에서 이 알들에서 부화하는 알들이나 유충의 식별을 통해 모기 종의 존재와 많은 정도를 추정할 수 있다. 모기가 저장한 알들을 부화시키는 점착막이 있는 이런 덫(끈끈이 덫)은 분석을 더 쉽고 빠르게 하지만 취급 면에서 더 복잡하다. 모기 산란덫의 결과는 가변적이고 대안이 되는, 알을 슨 물의 가용성에 달려 있다. 이로 인해 많은 수효로 덫을 사용하면서도 다른 방법과 함께 이용하는 것이 가장 낫다.
여태까진 흰줄숲모기 성충용으로 효과적인 덫이 거의 없었다. 다른 종류의 모기를 잡는 덫들은 효과적으로 흰줄숲모기를 잡을 수 없다. 모기 독살 산란덫(en:Lethal ovitrap)이라고 하는 모기산란덫은 점검 도구인 것처럼 흰줄숲모기용 번식 장소를 흉내내지만 인간에게 무해하면서도 모기가 들어가면 유독한 화학물질들을 함유하는 이점을 첨가했다. 이 덫은 숲모기 개체군을 통제하는 몇몇 국가에서 성공을 거두어 왔다. 이 장치는 환기기(ventilator)의 도움으로 인간 신체와 유사한 냄새와 형식을 취한 암모니아와 지방산과 젖산의 상승 기류를 만들어낸다. 이산화탄소를 더하면 이 덫의 효율성은 증가한다. 이것은 모기 성충에 덫을 놓은 것 그리고 이를테면 덫에 걸린 모기의 바이러스 존재를 고찰하는 것에 이용가능한 적합한 도구가 있다는 것을 의미한다. 이전에는 특히 전염병이 유행하는 동안 모기가 연구되기 위해 자원자에게서 수집돼야 했는데, 이는 윤리적으로 의문시된다. 최근의 연구도 이 덫 유형이 통제 도구의 용도를 찾을 수도 있다는 것을 보여주는데, 일례로 이탈리아 카세나의 한 연구에서는 덫이 설치된 곳에서 흰줄숲모기에 물리는 수효가 줄어들었다.